# Estereotipia
A estereotipia é uma ação repetitiva ou ritualística, proveniente do movimento, postura, ou fala. Estereótipos podem ser movimentos simples, como balançar o corpo, ou complexos, como o auto-carinho, cruzamento e descruzamento de pernas, e posição de marcha. A estereotipia pode ser encontrada em pessoas com deficiência intelectual, transtornos do espectro autista, discinesia tardia e transtorno do movimento estereotipado. Alguns estudos mostram estereotipias associadas a alguns tipos de esquizofrenia. A demência frontotemporal é também uma causa neurológica na qual comportamentos repetitivos e estereotipias é característica comum. Várias causas têm sido propostos para a estereotipia, e várias opções de tratamento estão disponíveis.
Estereotipia é às vezes chamada de "stimming" no autismo, ou comportamento de autoestimulação, sob a hipótese de que os sentidos do indivíduo são estimulados. Medicamentos também podem influenciar com efeitos colaterais. Entre as pessoas com degeneração lobar frontotemporal, mais da metade (60%) apresentaram estereotipias.